# George L. Yaple
George Lewis Yaple, född 20 februari 1851 i Saint Joseph County, Michigan, död 16 december 1939 i Mendon i Michigan, var en amerikansk politiker (demokrat). Han var ledamot av USA:s representanthus 1883–1885.
Yaple efterträdde 1883 Julius C. Burrows som kongressledamot och efterträddes 1885 av företrädaren Burrows. Hans grav finns på Mendon Cemetery i Mendon i Michigan.